# Marco Vigerio della Rovere

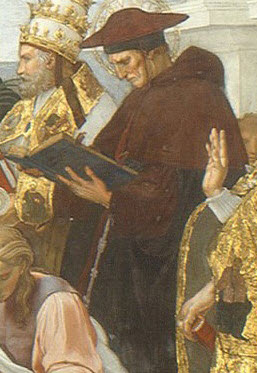
Kardinal Marco Vigerio in Raffaels La Disputa

Marco Vigerio della Rovere OFMConv (* 1446 in Savona; † 18. Juli 1516 in Rom) war ein Kardinal der Römischen Kirche.

## Leben
Der Verwandte von Papst Julius II. trat in den Minoritenorden ein und wurde am 6. August 1476 Bischof von Senigallia. Seit dem 24. Januar 1502 auch Bischof von Ventimiglia, erhob ihn Papst Julius II. am 1. Dezember 1505 zum Kardinal in pectore und veröffentlichte seinen Namen bereits am 12. Dezember 1505. Seit dem 17. Dezember 1505 Kardinalpriester von S. Maria in Trastevere, wurde er 1506 Erzbischof von Trani und am 29. Oktober 1511 Kardinalbischof von Palestrina. Zwar verzichtete er nun auf das Bistum Ventimiglia, behielt jedoch die Kardinalskirche S. Maria in Trastevere auch als Kardinalbischof bei. Am 9. Mai 1513 verzichtete er auch auf das Bistum Senigallia.